# Médecine traditionnelle coréenne

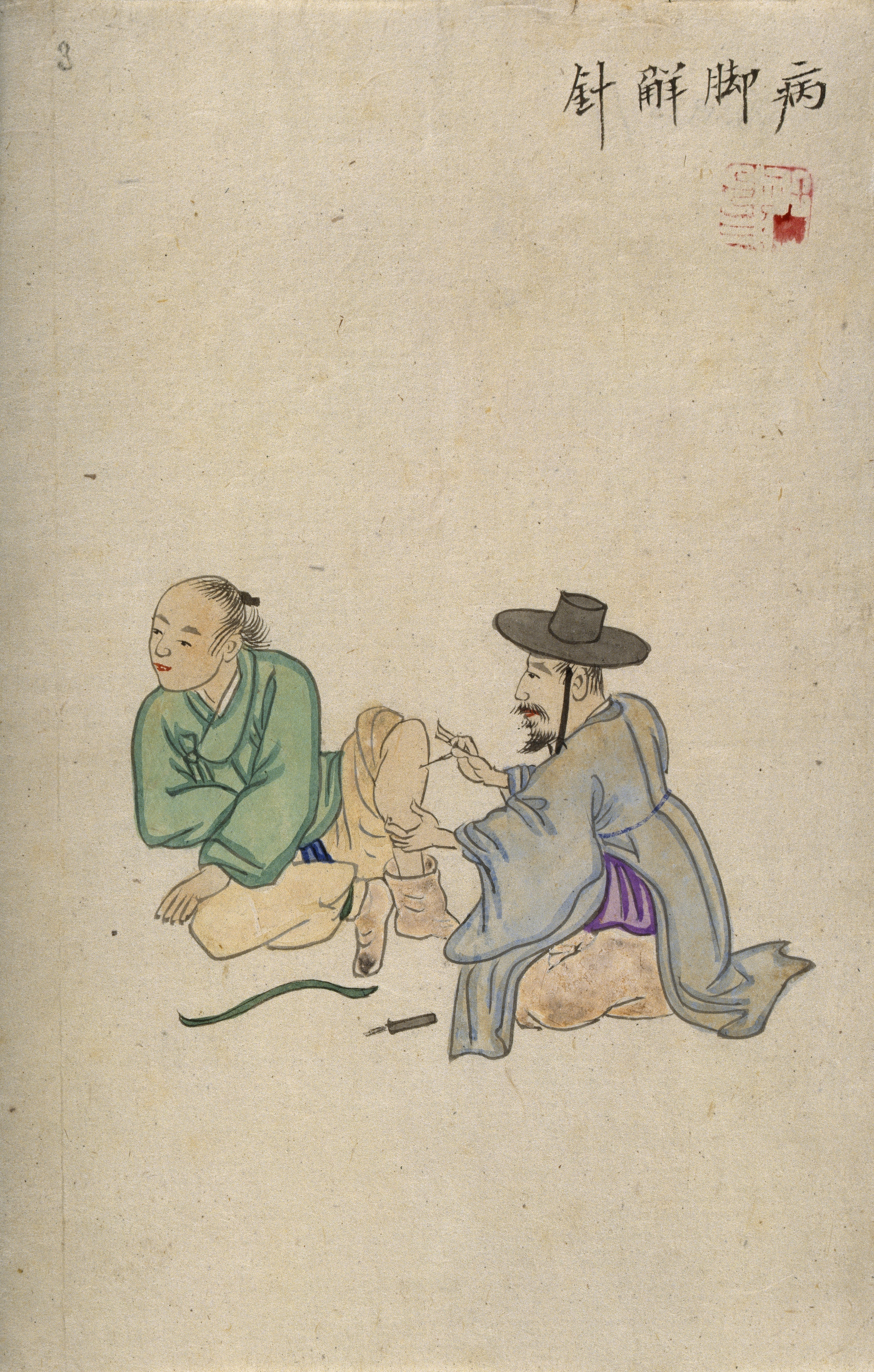
Un acupuncteur coréen insère une aiguille dans la jambe d'un patient. Collection Wellcome

La médecine traditionnelle coréenne  est une pratique médicale née et développée en Corée.

## Histoire
La médecine traditionnelle coréenne remonte à la Préhistoire, il y a près de 3000 av. J.-C., comme le montrent des aiguilles de pierre et d'os retrouvées dans la province de Hamgyong du Nord, dans l'actuelle Corée du Nord,. À Gojoseon, lieu du mythe fondateur de la Corée, on rapporte l'histoire d'un tigre et d'un ours qui souhaitaient se réincarner sous une forme humaine et qui se nourrissaient d'absinthe et d'ail. Dans le poème historique du Jewang Ungi (제왕운기), écrit à l'époque de Samguk Yusa, l'absinthe et l'ail étaient décrits comme des «médicaments comestibles», ce qui montre que même à l'époque où la médecine incantatoire était dominante, les herbes médicinales étaient utilisées à des fins curatives en Corée. À cette époque, les herbes médicinales étaient utilisées comme traitement curatif pour soulager la douleur ou soigner les blessures, accompagnées des aliments considérés comme bons pour la santé. Par ailleurs, l'absinthe et l'ail ne figurent pas dans l'herboristerie chinoise ancienne, source d'inspiration pour la médecine traditionnelle coréenne, ce qui montre que la médecine coréenne a dès le départ développé des remèdes qui lui sont propres.
À l'époque des Trois Royaumes, la médecine traditionnelle coréenne fut influencée par d'autres médecines comme la médecine traditionnelle chinoise. Sous la dynastie Goryeo, on effectua un recensement plus complet des plantes médicinales ce qui conduisit à la publication de nombreux traités sur le sujet. Les théories médicales de cette époque étaient encore basées sur la médecine de la dynastie Song, mais les prescriptions avaient évolué conformément à la médecine de la période de Silla, comme on peut le voir dans le traité médical "Prescriptions de premiers soins utilisant des ingrédients indigènes ou Hyangyak Gugeupbang" (향약구급방), publié en 1236. D'autres publications médicales caractérisent cette période, comme le Guide d'introduction à la médecine grand public ou Jejungiphyobang (제중입 효방).
Cette médecine prospéra à l'époque du Joseon. En effet, le premier système de formation des infirmières a été institué sous le roi Taejong (1400-1418), tandis que sous le règne du roi Sejong le Grand (1418-1450) des mesures ont été adoptées pour promouvoir le développement de nombreuses préparations médicales coréennes. Ces efforts ont été systématisés puis publiés dans le Hyangyak Jipseongbang (향약 집성방, 1433) qui référençait 703 médicaments d'origine coréenne donnant ainsi un élan décisif pour rompre avec la dépendance à la médecine chinoise. L'encyclopédie médicale : Collection classée des prescriptions médicales (醫 方 類 聚, 의방 유취), rédigée par Kim Ye-mong (金 禮 蒙, 김예몽) et d'autres médecins officiels coréens de 1443 à 1445, compile de nombreux classiques de la médecine traditionnelle chinoise. Elle a été considérée comme l'un des plus grands traités médicaux du XVe siècle. Elle comprenait plus de 50 000 prescriptions et incluait 153 textes coréens et chinois différents  y compris les prescriptions concises des médecins royaux (御醫 撮要 方, 어의 촬 요방) écrites par Choi Chong-jun (崔宗峻, 최종준) en 1226. Cette encyclopédie a une valeur de recherche très importante car elle a permis la préservation du contenu de nombreux traités médicaux anciens, coréens et chinois, qui avaient été perdus depuis longtemps.

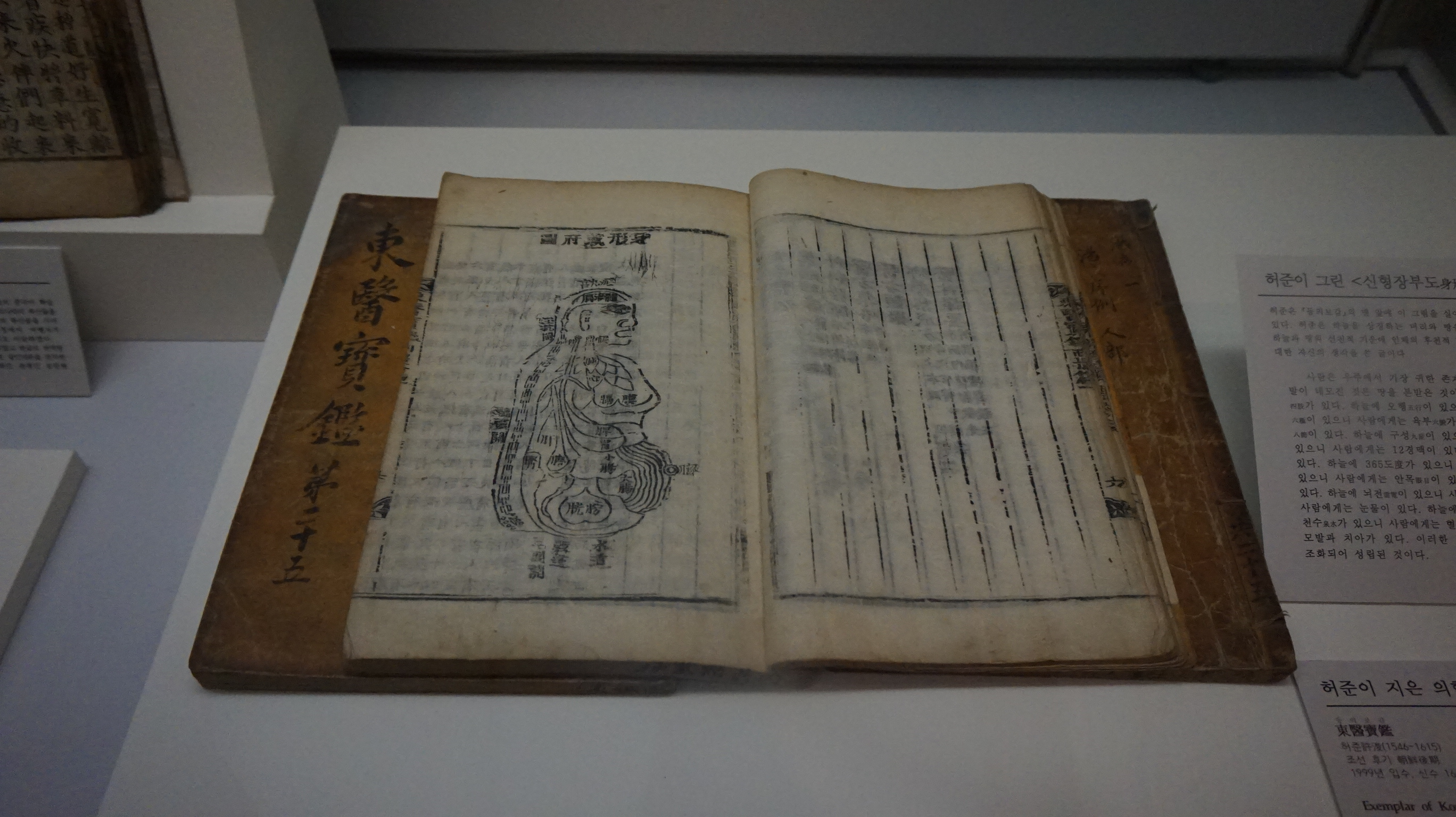
Dongui Bogam, Musée national de Corée

Après cela, de nombreux livres sur les spécialités médicales ont été publiés. Trois médecins de la dynastie Joseon (1392-1910) sont généralement crédités du développement ultérieur de la médecine coréenne traditionnelle - Heo Jun, Saam et Lee Je-ma. Après l'invasion japonaise en 1592, Heo Jun rédigea l'encyclopédie Dongeui Bogam (동의보감). Cette œuvre, outre l'intégration des apports de la médecine coréenne et chinoise de son temps, a aussi influencé les médecines chinoise, japonaise et vietnamienne.
La médecine coréenne traditionnelle fut également fortement influencée par la typologie Sasang (사상 의학) fondée par le médecin Lee Je-ma (1838-1900). Il rédige en 1894 Principes de la préservation de la vie en médecine orientale (東 醫 壽 世 保 元, 동의 수세 보원) dans lequel il théorise l'influence du confucianisme coréen et consigne systématiquement ses expériences cliniques. Il en conclut que même si des patients souffrent de la même maladie, ils doivent utiliser des préparations phytothérapeutiques différentes car il faut tenir compte de la physiopathologie de chacun. Il souligne également que la santé du corps est étroitement liée à l'état d'esprit du patient. En effet, il pensait que l'esprit et le corps humains n'étaient pas séparés mais se reflétaient étroitement l'un dans l'autre, et que la dimension de l'esprit devait être prise en compte lors de l'examen des causes de la maladie. Ainsi, non seulement la nourriture et l'environnement naturel, mais aussi les bouleversements émotionnels seraient à l'origine de la maladie. En conséquence, il considérait que le diagnostic et le traitement médical devaient être basés sur la typologie de la personne et non sur les symptômes seuls. C'est pourquoi chaque personne devait recevoir des prescriptions différentes selon sa constitution. La typologie Sasang s'intéresse au profil du patient en fonction de ses différentes réactions aux maladies et aux plantes.
Le moine zen Saam (舍 岩) qui aurait vécu au XVIe siècle sous le règne de Gwanghaegun de Joseon (1608–1623) est également considéré comme un contributeur majeur de la médecine coréenne. Son existence est cependant sujette à caution car son véritable nom et sa date de naissance sont inconnus. Il aurait été l'élève du célèbre maître zen Samyeongdang et aurait médité pendant treize ans jusqu'à atteindre une illumination au sujet de l'acupuncture. L'ouvrage  Saamdoin-Chimguyokyul (國文譯註 舍岩道人鍼灸要訣), rédigé a posteriori, détaille sa méthode qui s'intéresse particulièrement aux cinq points Su (五 輸 穴).
À la fin de la dynastie Joseon, le positivisme occidental se répand peu à peu. Les expérimentations cliniques, devenues plus fréquentes, sont utilisées comme bases pour étudier la maladie et développer des traitements.

## Typologie Sasang
La typologie Sasang (Hangeul : 사상 의학) est une théorie issue de la médecine traditionnelle coréenne classant les êtres humains en quatre groupes.
L'idée de base de la typologie Sasang se fonde sur un corps et un esprit qui diffèrent selon le biotype de l'individu, basé sur les variations de taille des organes internes. La théorie soutient que les individus ont une différence congénitale dans les tailles (donc aussi au niveau de leur énergie interne) et les proportions entre eux des organes internes.
Une des clés de ce diagnostic est de déterminer d'abord l'état des organes internes ou physiopathologie de chaque patient. Si l'énergie d’un organe augmente ou diminue trop brutalement, l’organe s’affaiblit, ralentit et dysfonctionne, la maladie peut alors surgir.
Cette typologie classe les êtres humains selon quatre tempéraments principaux, basés chacun sur une émotion dominante :
1. Tae-Yang (태양, 太陽) ou à majorité yang : peine ; gros poumons et petit foie[9] ;
2. So-Yang (소양, 小陽) ou à minorité yang : colère ; gros ensemble rate-pancréas et petits reins ;
3. Tae-Eum (태음, 太陰) ou à majorité Yeum : joie ; gros foie et des petits poumons ;
4. So-Eum (소음, 小陰) ou à minorité yeum : plaisir ; gros reins et petit ensemble rate-pancréas.

Cette typologie n'est pas sans rappeler les thèses de la caractérologie qui se développèrent en Europe à la même époque.

## Les méthodes

### Phytothérapie
L'utilisation de champignons médicinaux comme aliment et comme thé est courante en Corée. Le champignon Phellinus linteus  est couramment utilisé. Il est connu en Corée sous le nom de Song-gen.

### Moxibustion
La moxibustion est une technique dans laquelle de la chaleur est appliquée sur une zone corporelle à l'aide d'un bâton ou d'un cône d'armoise incandescent. L'outil est appliqué sur la zone traitée sans brûler la peau. Le cône ou le bâton peut également être placé sur un point d'acupuncture pour stimuler et renforcer le sang.

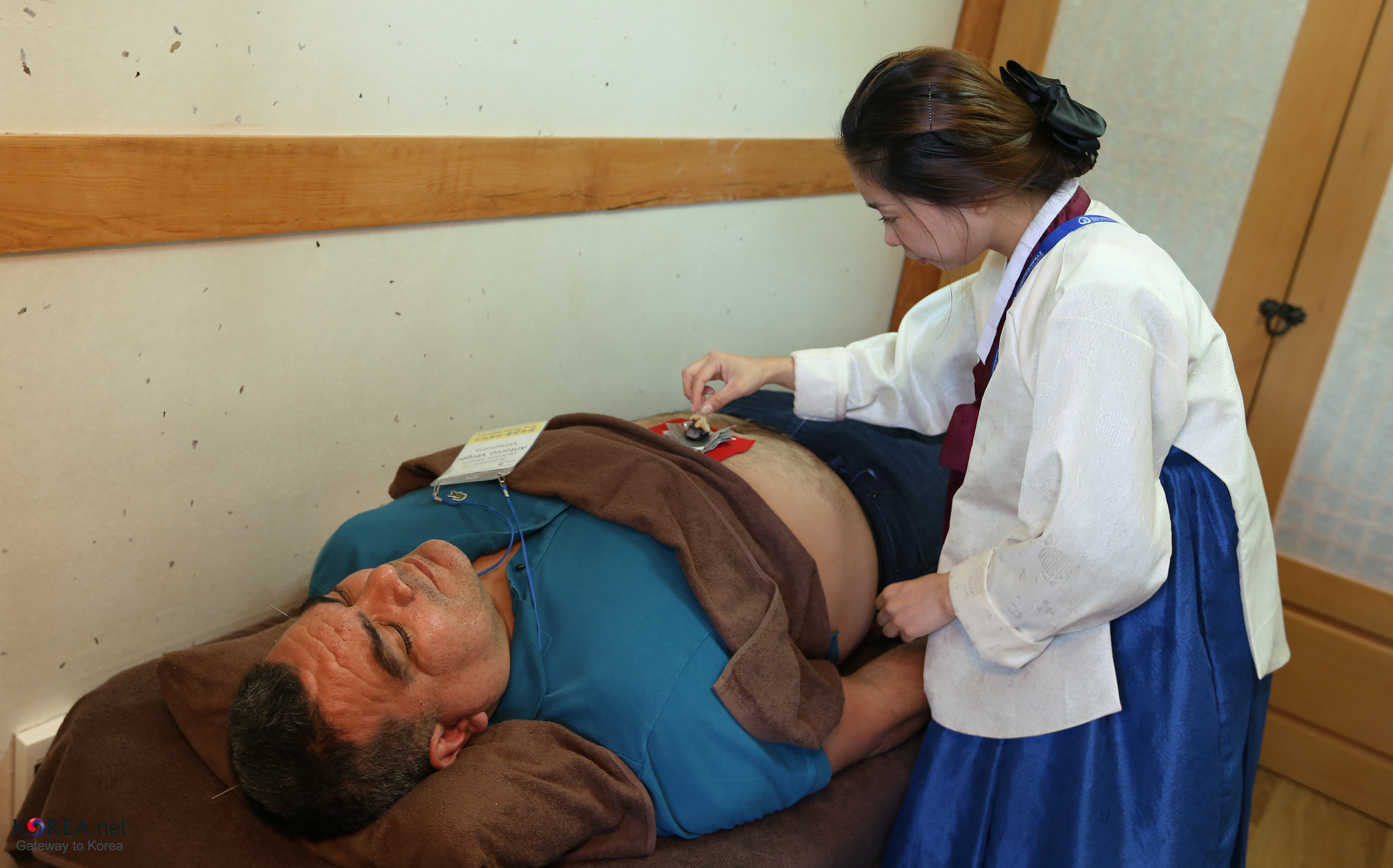
Salon mondial de la médecine traditionnelle 2013, Sancheong

Une étude de la collaboration Cochrane relève des preuves limitées de l’efficacité de la moxibustion dans la correction de la présentation du siège des bébés et appelle à faire plus d'essais plus expérimentaux. La moxibustion a également été étudiée pour le traitement de la douleur, le cancer, les AVC, la colite ulcéreuse, la constipation, et l'hypertension. Des examens systématiques ont révélé que ces études étaient de faible qualité et que les résultats positifs pourraient être dus à des biais de publication.

## Éducation

### École supérieure de médecine coréenne
Le gouvernement sud-coréen a décidé de créer une école nationale de médecine traditionnelle coréenne pour établir son trésor national sur une base solide après la fermeture cent ans auparavant du premier établissement d'enseignement moderne (l'école de médecine de Dong-Je)  par l'invasion japonaise.
En 2008, l'École de médecine coréenne fut créée à l'intérieur de l'Université nationale de Pusan avec les 50 étudiants de premier cycle du campus médical de Yangsan. Le nouvel hôpital médical coréen affilié et le centre de recherche pour les études cliniques sont en construction.
Par rapport aux classiques écoles privées de premier cycle en médecine traditionnelle (6 ans), il s'agit d'une école supérieure au cursus spécial (deux fois 4 ans).

## Remarques
1. ↑  Hangul: 한의학 (Hanuihak), Hanja: 韓醫學; or Hangul: 향약 (Hyangyak), Hanja: 鄕藥